# Laudert

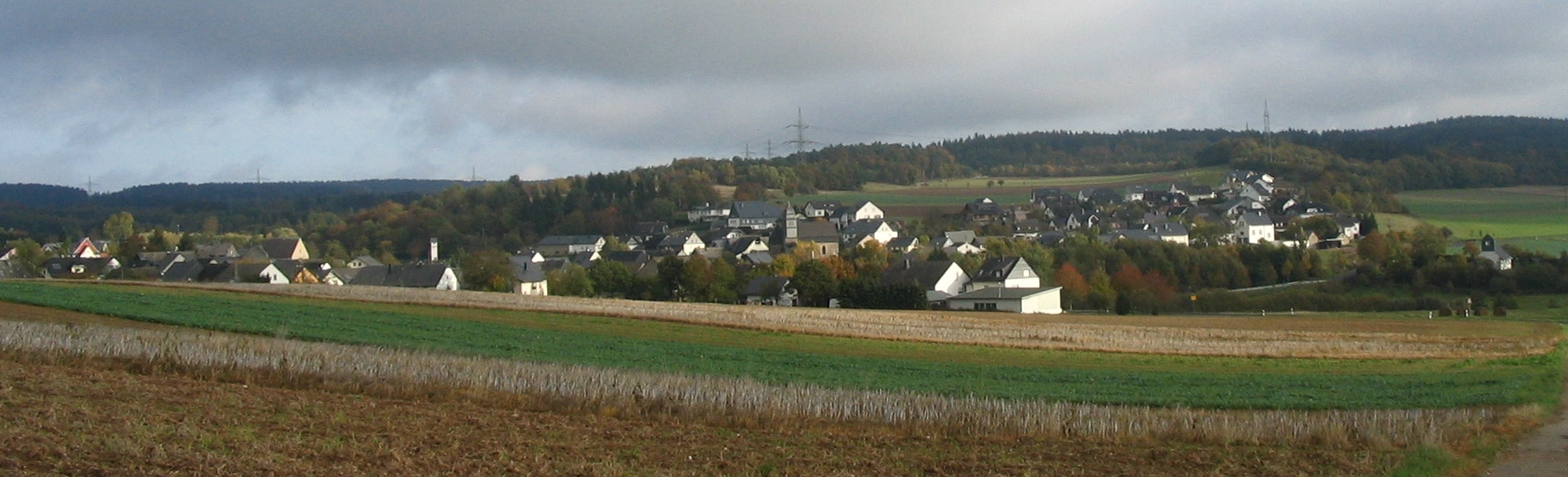
Südwestansicht von Laudert

Laudert ist eine Ortsgemeinde im Rhein-Hunsrück-Kreis in Rheinland-Pfalz. Sie gehört der Verbandsgemeinde Hunsrück-Mittelrhein an.

## Lage
Laudert liegt im östlichen Teil des Hunsrücks in der Quellmulde des Simmerbaches. Die Bundesautobahn 61 (Anschlussstelle Laudert) führt in 500 m Entfernung am Ort vorbei. Im Ort kreuzen sich die Rhein-Mosel-Straße (hier als L 217) Treis−Oberwesel und die L 214 Bingen am Rhein–Emmelshausen (Koblenz), die ihre frühere Bedeutung durch die parallele Autobahn eingebüßt hat. Beide Straßen werden als alte römische Regionalstraßen angesehen.

## Geschichte
Laudert ist, auch dem Namen nach, eine Siedlung aus der mittelalterlichen Rodeperiode, die spätestens um 1200 abgeschlossen war.
Laudert wird 1275 erstmals als Ludinroit genannt, als es in einem Vertrag den Rittern von Milwalt zugesprochen wurde, die den Ort im 14. Jahrhundert vom Trierer Kurfürsten zu Lehen nahmen. Der Ort war durch den durchlaufenden Simmerbach in zwei Teile geteilt, die zu verschiedenen Herrschaften gehörten. Die Hunsrücker Seite lag mit wenigen Häusern auf pfalzgräflichem Gebiet, die Richtung Rhein liegende Seite war unter Kurtrierer Herrschaft. Wann diese Teilung geschah, ist noch nicht belegt. Bis südlich von Kisselbach, das ebenfalls geteilt war, war der Bach die Grenze. 1410 wurde der pfalzgräfliche Teil zum neu geschaffenen Fürstentum Simmern geschlagen, ab 1673 kam er dann wieder an Kurpfalz.
Nach der Besetzung des linken Rheinufers durch französische Revolutionstruppen (1794) gehörte der Ort von 1798 bis 1814 zur Ersten Französischen Republik (1799–1804) bzw. zum Ersten Französischen Kaiserreich (1804–1814). Er war in der Franzosenzeit Teil der Mairie Pfalzfeld im Kanton Sankt Goar, der im Département de Rhin-et-Moselle lag.
Im Jahr 1815 wurde er auf dem Wiener Kongress dem Königreich Preußen zugeordnet. Unter der preußischen Verwaltung gehörten die beiden Gemeinden Trierisch Laudert und Pfälzisch Laudert zur Bürgermeisterei Pfalzfeld (1927 umbenannt in Amt Pfalzfeld) im neu gebildeten Kreis Sankt Goar im Regierungsbezirk Koblenz und von 1822 an zur Rheinprovinz. Im Jahr 1858 hatte Trierisch Laudert 198 Einwohner und Pfälzisch Laudert 187 Einwohner. Die offizielle Vereinigung von Pfälzisch und Trierisch Laudert fand am 1. August 1934 statt. Seit 1946 ist der Ort Teil des damals neu gebildeten Landes Rheinland-Pfalz.
Mit der rheinland-pfälzischen Funktional- und Gebietsreform und den damit verbundenen kommunalen Neuordnungen wurde 1968 zunächst das Amt Pfalzfeld umgewandelt zur Verbandsgemeinde Pfalzfeld. Gleichzeitig mit deren Auflösung wurde die Gemeinde Laudert am 7. November 1970 der Verbandsgemeinde Oberwesel und mit deren Zusammenschluss mit Sankt Goar am 22. April 1972 der Verbandsgemeinde Sankt Goar-Oberwesel zugeordnet.

## Besonderheiten
- Nicht weit vom Ort entfernt, nahe der Kreuzung der alten Römerstraßen, befinden sich die Reste einer mittelalterlichen Motte, die im Volksmund und auf den topographischen Karten Alte Burg genannt wird.
- Laudert beherbergt das private Nachttopfmuseum, das nicht nur über 500 Nachttöpfe und einige Waschschüsseln und Waschgeschirre ausstellt, sondern auch eine bäuerliche Spinn- und Webstube mit Spinnrad und anderen häuslichen Gerätschaften. Kinder können in der Bärenbude mit alten Spielsachen und vielen zum Teil selbst hergestellten Bären lernen, wie man Teddybären selbst herstellt.[4]
- → Liste der Kulturdenkmäler in Laudert

## Politik

### Gemeinderat

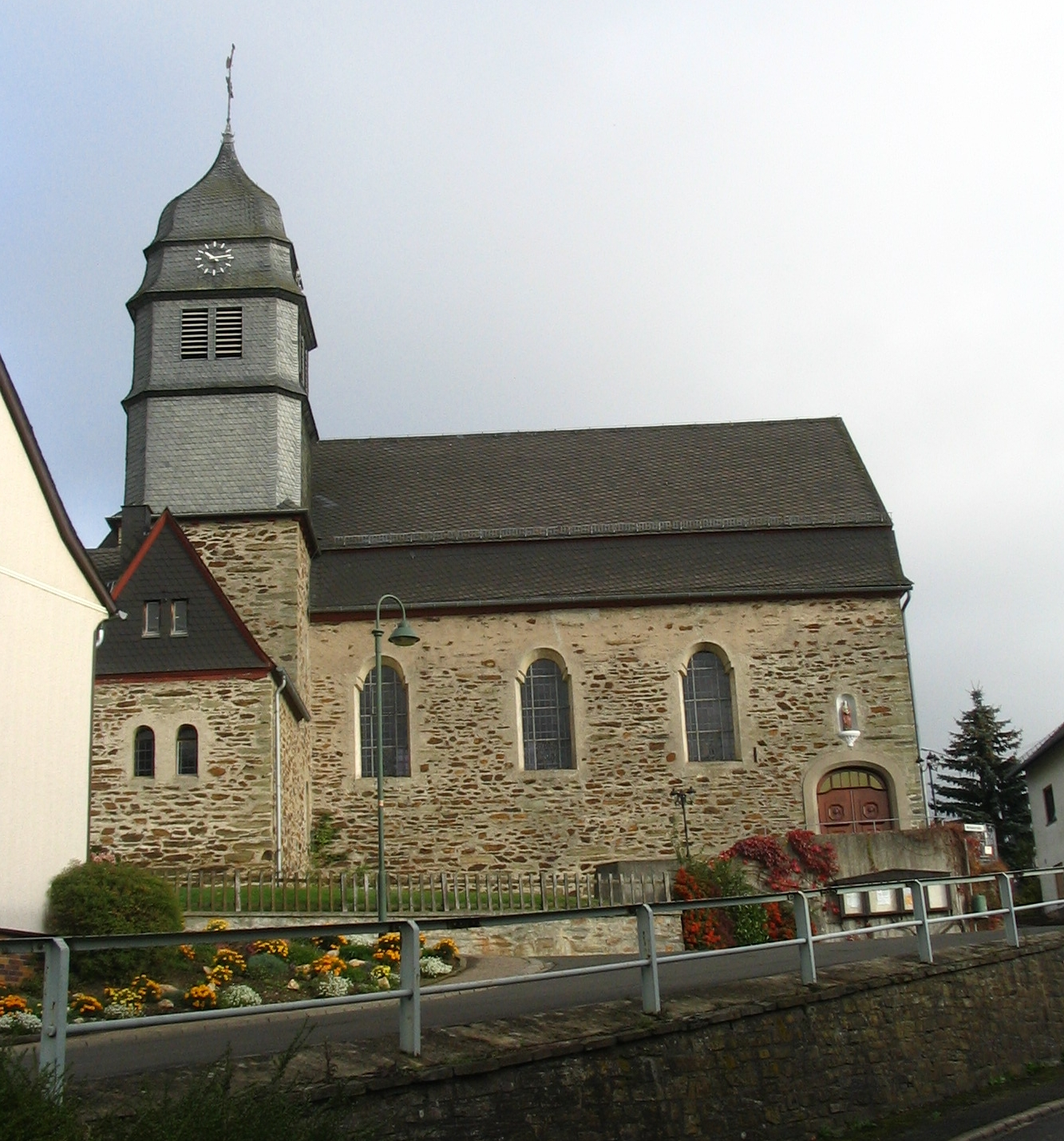
Kirche im Dorfzentrum

Der Gemeinderat in Laudert besteht aus acht Ratsmitgliedern, die bei der Kommunalwahl am 9. Juni 2024 in einer Mehrheitswahl gewählt wurden, und dem ehrenamtlichen Ortsbürgermeister als Vorsitzendem.

### Bürgermeister
Ortsbürgermeister ist Winfried Erbes. Bei der Direktwahl am 26. Mai 2019 wurde er mit einem Stimmenanteil von 68,94 % gewählt und damit Nachfolger von Arnold Grings, der nach 28 Jahren im Amt nicht erneut angetreten war. Bei der Direktwahl am 9. Juni 2024 wurde Erbes als einziger Bewerber mit 90,7 % für weitere fünf Jahre in seinem Amt bestätigt.

### Wappen

Banner

| Wappen von Laudert | Blasonierung: „Geteilt von Schwarz und Silber, belegt mit einem blauen Wellenbalken; oben ein wachsender rotbewehrter und gekrönter goldener Löwe, unten ein rotes Kreuz.“                                      |
| Wappen von Laudert | Wappenbegründung: Das Wappen zeigt im oberen Feld die obere Schildhälfte des Wappens der Pfalzgrafen, im unteren Feld das Kreuz von Kurtrier – getrennt durch den den Simmerbach symbolisierenden Wellenbalken. |